# Utopia (utwór)
Utopia, właśc. Libellus aureus nec minus salutaris quam festivus de optimo Reipublicae statu de que nova insula Utopia (łac. Książeczka zaiste złota i niemniej pożyteczna jak przyjemna o najlepszym ustroju państwa i nieznanej dotąd wyspie Utopii) – książka z roku 1516 napisana przez Tomasza Morusa przedstawiająca idealne państwo i system społeczny.
Tomasz Morus był przeciwny skupianiu wszelkiej władzy w rękach zamożnych ludzi – według niego stanowiło to najważniejsze źródło zła w społeczeństwie. Jego propozycja polegała na równości i wspólnocie w posiadaniu majątków, a własność prywatna i pieniądz w ogóle nie powinny istnieć. Gospodarka Utopii była oparta na rolnictwie, więc każdy mieszkaniec musiał zajmować się ziemią (z wyjątkiem tych, wybranych do pracy naukowej). Obywatele Utopii spędzali dzień według określonego przez władzę porządku pracy i odpoczynku. W założeniu Morusa władza stoi na czele państwa, ale nie ma mocy nieograniczonej. Władający wybierani są na całe życie, a jeśli któryś z nich przejawia skłonności tyrana – od razu jest usuwany ze stanowiska. Najważniejszą cechą władcy jest jego sympatia wśród obywateli – nie może wzbudzać ich nienawiści. W Utopii wszyscy muszą pracować, ale tylko 6 godzin dziennie, żyć skromnie, mają takie samo jedzenie i ubiór. Istnieje niewolnictwo, ale niewolnikami są tylko przestępcy i jeńcy wojenni. Cenią moralność przede wszystkim. Za cudzołóstwo karzą niewolnictwem. Nie znają pieniądza. Ustrój jest tu hierarchiczny i demokratyczny – na dole piramidy społecznej jest rodzina, potem 30 rodzin wybiera 1 urzędnika, nad 10 urzędnikami stoi protofilarcha, a na szczycie jest sam książę. Prawa są tu nieliczne i proste. Panuje tolerancja religijna, jest kilka religii, lecz zabroniony jest ateizm. Za fanatyzm religijny grozi wydalenie z wyspy. Kapłanami mogą być też kobiety. Kapłan jest wybierany przez wiernych, nie ma przywilejów i nie obowiązuje go celibat.

## Angielskie tłumaczeniaUtopii
- (1551) Pierwsze tłumaczenie Utopii wykonane przez Ralpha Robinsona.
- (1895) Przekład wykonany przez J.H. Luptona (Oxford), przedruk pierwszego tłumaczenia Utopii (Ralpha Robinsona, 1551), zawierający teksty po łacinie oraz interesujący komentarz[1].
- (1975) Tłumaczenie wykonane przez Roberta M. Adamsa, pierwsza publikacja w 1989 roku, wydrukowane w 10 egzemplarzach. Trzy wydania: pierwsza poprawiona i opublikowana edycja w 2002 roku, druga edycja w 2014 roku oraz trzecia edycja w 2016 roku[2].

Tłumaczenie Adamsa pojawiło się w czasie 500. rocznicy pierwszej publikacji dzieła Tomasza Morusa. Oryginalne tłumaczenie Utopii wykonane przez Adamsa pojawiło się w Norton Critical Edition w 1975 roku. W tej edycji, Adams wprowadza nowe tłumaczenia listów podwładnych oraz wierszy. Kolejne korekty prowadzą do poprawienia precyzji tłumaczenia, gdyż Adams, jako wspaniały pisarz i tłumacz, miał skłonności do poświęcenia dokładności na rzecz gracji oraz wdzięku. Trzecia edycja zawiera interpretacyjne komentarze – adnotacje redakcyjne, przypisy czy propozycje dodatkowych źródeł, które są szczególnie atrakcyjną częścią humanistycznych materiałów pomocniczych. 

## Polskie tłumaczenieUtopii
- (1947) Pierwszy, polski przekład Utopii wykonany przez Kazimierza Abgarowicza (polski filolog klasyczny, nauczyciel, tłumacz)[3].

Przekład Abgarowicza pojawił się bardzo późno, bo 400 lat po edycjach:
- niemieckiej (wyd. Bazylea 1524, jako Von der wunderbarlichen Innsul Utopia genannt, das andere Buch..., tłum. Claudius Cantiuncula(inne języki))[4],
- włoskiej (wyd. Wenecja 1548, jako La Republica nuovamente ritrovata..., tłum. Ortensio Lando(inne języki))[4],
- francuskiej (wyd. Paryż 1550, jako Description de l’île d’Utopie de Thomas Morus, tłum. Jean Le Blond(inne języki))
- angielskiej (wyd. 1551)[4] oraz
- holenderskiej (wyd. Antwerpia 1553, jako De Utopie van Thomas Morus, tłum. anonimowy)[4].

Do czasu powstania polskiego tłumaczenia, Polacy korzystali z wydań oryginalnych (po łacinie). Wynikało to bowiem z tego, że zainteresowanie Utopią było znikome w Polsce. Edycje z XVI oraz XVII wieku, które znajdowały się w polskich bibliotekach, zachowały się w idealnym stanie. Utopia nie była pożądaną lekturą, o czym dowodziły czyste marginesy. Co więcej, społeczeństwo staropolskie nie było w stanie stworzyć utopii, ponieważ było one społeczeństwem szlacheckim, przeciwstawiającym się ideom demokratycznym, które stanowiły podstawę utopizmu w formie przedstawionej w tym dziele.